# Medetera salomonis
Medetera salomonis är en tvåvingeart som beskrevs av Octave Parent 1941. Medetera salomonis ingår i släktet Medetera och familjen styltflugor. Inga underarter finns listade i Catalogue of Life.